# Voltbil
Voltbil är en bilkaross upphängd i en vagga, med inredning som en vanlig bil, där resenärerna får möjlighet att uppleva att rotera längs längdaxeln (volta) under kontrollerade former. Voltbilar förekommer i vissa fall under riskutbildningen, samt i vissa fall under demonstrationer i trafiksäkerhet och liknande.